# Karol Kurtzmann
Karol Ludwik Kurtzmann ps. „Wicher”, „Karol Wicher” (ur. 14 października 1882 w Śmiglu, zm. 1951) – porucznik piechoty Wojska Polskiego, autor wierszy i artykułów o tematyce historycznej.

## Życiorys
Karol Ludwik Kurtzmann urodził się 14 października 1882 roku w Śmiglu, w rodzinie Ludwika Karola, ówczesnego rektora tamtejszej szkoły, i Marii (zm. 1918), córki Karola Ferdynanda Ney. Był żonaty z Heleną Kuczko (1889–1973), z którą miał syna Mariusza Jerzego Karlińskiego (1925–2009). Przed I wojną światową był członkiem Stowarzyszenia Patriotyczno-Religijnego Eleusis.
9 marca 1917 roku, w stopniu plutonowego, pełnił służbę w Komendzie Żandarmerii Polowej Wojsk Polskich w Warszawie. 4 kwietnia 1917 roku został mianowany wachmistrzem żandarmerii. 21 lipca 1917 roku dowódca Legionów Polskich zatwierdził go w stopniu starszego wachmistrza Żandarmerii Polowej.
25 września 1919 roku został mianowany z dniem 1 października 1919 roku podporucznikiem w żandarmerii. Pełnił wówczas służbę w Sekcji Politycznej Ministerstwa Spraw Wojskowych w Warszawie.
W 1922 roku został zweryfikowany w stopniu porucznika ze starszeństwem z dniem 1 czerwca 1919 roku w korpusie oficerów rezerwowych piechoty. Posiadał przydział w rezerwie do 42 pułku piechoty w Białymstoku. W następnym roku był oficerem rezerwowym 61 pułku piechoty w Bydgoszczy
 .
W 1934 roku jako porucznik pospolitego ruszenia piechoty pozostawał w ewidencji Powiatowej Komendy Uzupełnień Warszawa Miasto III. Posiadał przydział do Oficerskiej Kadry Okręgowej Nr I. Był wówczas „przewidziany do użycia w czasie wojny”.

## Ordery i odznaczenia
- Krzyż Niepodległości – 5 sierpnia 1937 roku[11]
- Żelazny Krzyż Zasługi na wstędze medalu waleczności - 1917